# Pirámide Cestia

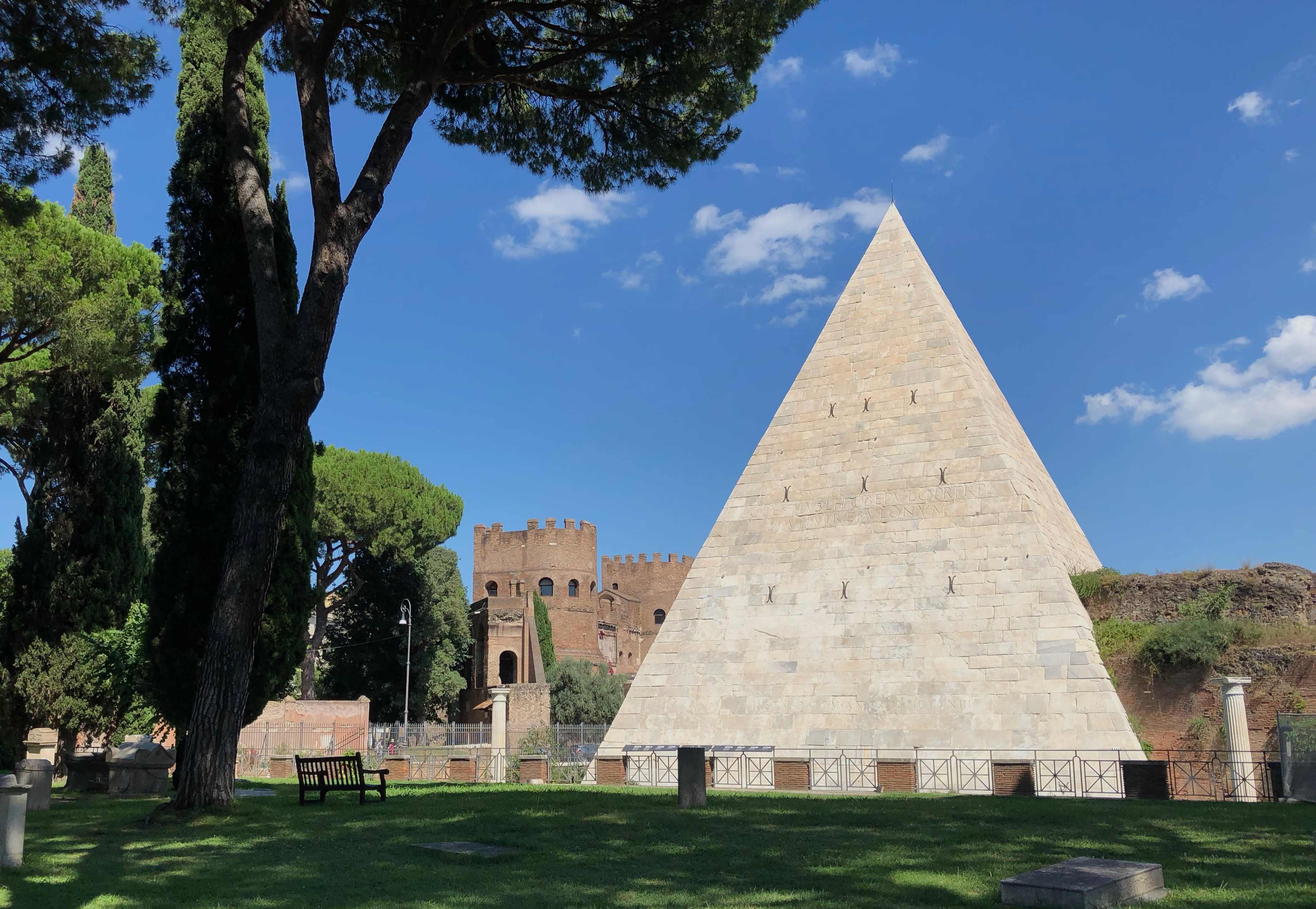
La pirámide Cestia

La pirámide Cestia o pirámide de Cayo Cestio es una pirámide de estilo egipcio que se encuentra en Roma, junto a la Porta San Paolo y al cementerio protestante de la ciudad.

## Historia
Se construyó en torno a los años 18 y 12 a. C. como sepulcro para Cayo Cestio Epulón, magistrado. Su base, cuadrada, tiene alrededor de 30 metros de lado, y alcanza una altura de 36,40 metros. Está recubierta de mármol, aunque su construcción interna está realizada en ladrillo.
En los lados oriental y occidental se encuentran sendas inscripciones en latín donde se registra tanto el nombre de Cestio, como las circunstancias de la construcción, que según estas duró 330 días.
El texto de las inscripciones es:
- C. Cestia L.F. Pob. Epulo pr. tr.pl. VII vir epulonum
- Opus apsolutum ex testamento diebus CCCXXX arbitratu L. Ponti P.F. Cla. Melae heredis et Pothi L.

En la época de los césares, comienzan a construirse en Roma tumbas gigantescas, algunas de ellas, como la de Cayo Cestio, inspirada en modelos del Egipto de los ptolomeos. En tiempos pasados se pensó que la pirámide era la tumba de Remo. En el siglo III, la pirámide se incluyó en la muralla aureliana.

## Arquitectura
La pirámide fue construida alrededor del 18–12 a. C. como una tumba para Cayo Cestio, un magistrado y miembro de uno de los cuatro grandes Colegios en Roma, el Septemviri Epulonum. Es de ladrillo y mortero cubierto con losas de mármol blanco travertino, que mide 100 pies romanos (29,6 m) de lado en la base y 125 pies romanos (37 m) de altura.
En el interior se encuentra la cámara funeraria, un simple bóveda de cañón de cavidad rectangular que mide 5,95 metros de largo, 4,10 m de ancho y 4,80 m de alto.
Cuando fue redescubierta en 1660, la cámara fue encontrada decorada con frescos, que fueron plasmados en grabados por Pietro Santi Bartoli, pero solo los rastros de los frescos originales permanecen ahora. No había rastro de cualquier otro contenido en la tumba, que había sido saqueada en la antigüedad. La tumba había sido sellada cuando fue construida, sin entrada exterior; no es posible para los visitantes acceder al interior, excepto con un permiso especial que por lo general sólo se concede a los estudiosos.

## Inscripciones
Una inscripción dedicatoria está tallada en el flancos este y oeste de la pirámide, para que sea visible desde ambos lados. Dice así:
C · CESTIVS · L · F · POB · EPULO · PR · TR · PL
VII · VIR · EPOLONVM
 Cayo Cestio, hijo de Lucio, de la gens Pobilia, miembro del Colegio de Epulones, Pretor, tribuno de la plebe,  Septemvir de los Epulones

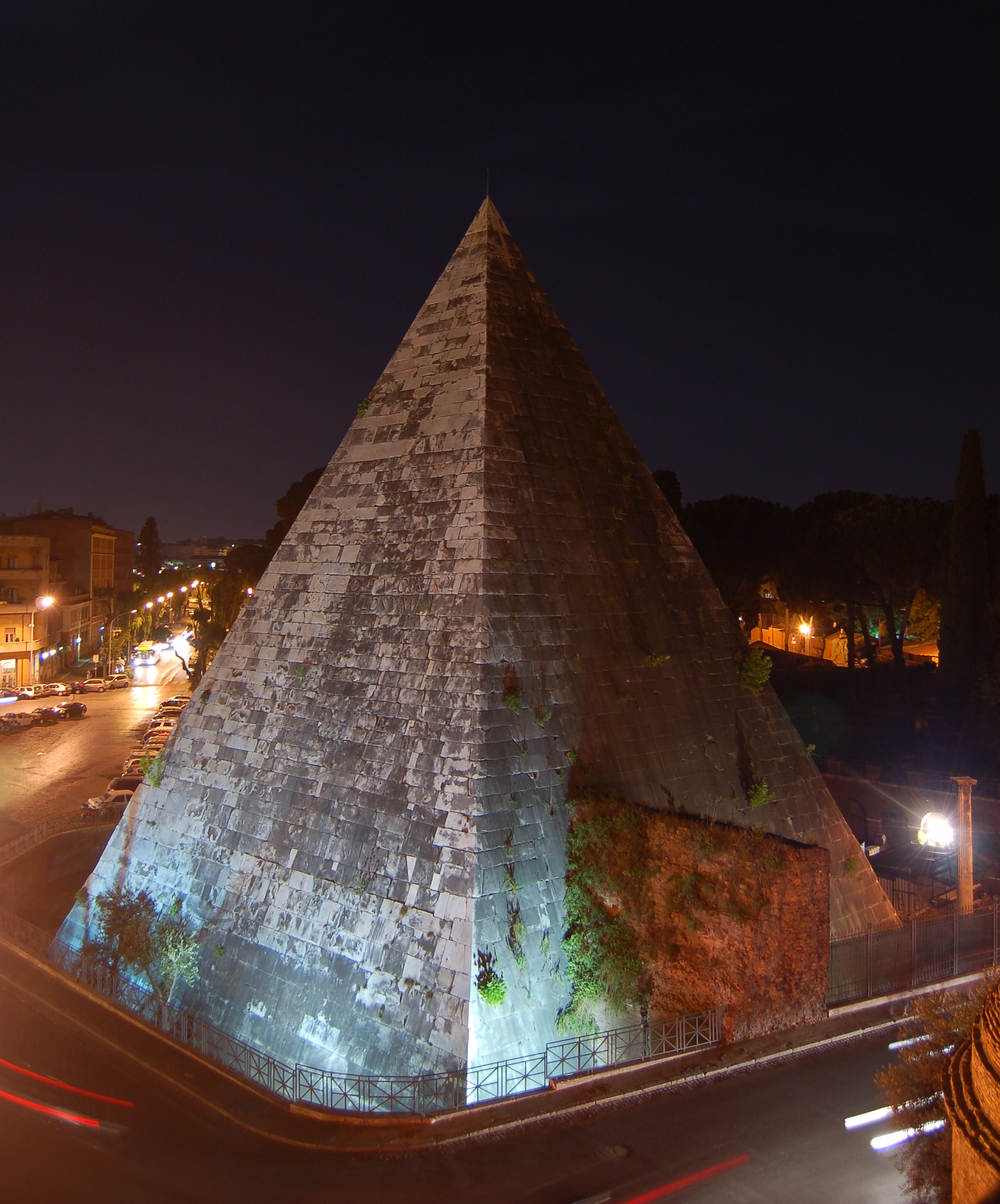
Vista nocturna Porta San Paolo

Debajo de la inscripción en el lado orientado al este hay una segunda inscripción del registro de las circunstancias de la construcción de la tumba. Esto se lee:
OPVS · APSOLVTVM · EX · TESTAMENTO · DIEBVS · CCCXXX
ARBITRATV
PONTI · P · F · CLA · MELAE · HEREDIS · ET · POTHI · L
 El trabajo fue completado, de acuerdo con la voluntad, en 330 días, por la decisión del heredero [Lucio] Pontus Mela, hijo de Publius de la Claudia, y Pothus, liberto
Otra inscripción en la cara del este es de origen moderno, después de haber sido tallada por orden del Papa Alejandro VII en 1663. Se puede leer 'INSTAVRATVM · AN · DOMINI · MDCLXIII, que conmemora la excavación y los trabajos de restauración llevados a cabo en y alrededor de la tumba entre 1660-62.
En el momento de su construcción, la Pirámide de Cestio destacaba en campo abierto (las tumbas estaban prohibidas dentro de las murallas de la ciudad). Roma creció enormemente durante el período imperial y, en torno al siglo tercero, la zona de la pirámide había sido rodeada por los edificios. En un principio estaba en un recinto de murallas bajas, flanqueada por estatuas, columnas conmemorativas y otras tumbas. Dos bases completas de mármol se encontraron al lado de la pirámide durante las excavaciones en la década de 1660, con fragmentos de las estatuas de bronce que originalmente habían estado en la parte de arriba. Las bases llevan una inscripción recogida por Bartoli en un grabado de 1697:

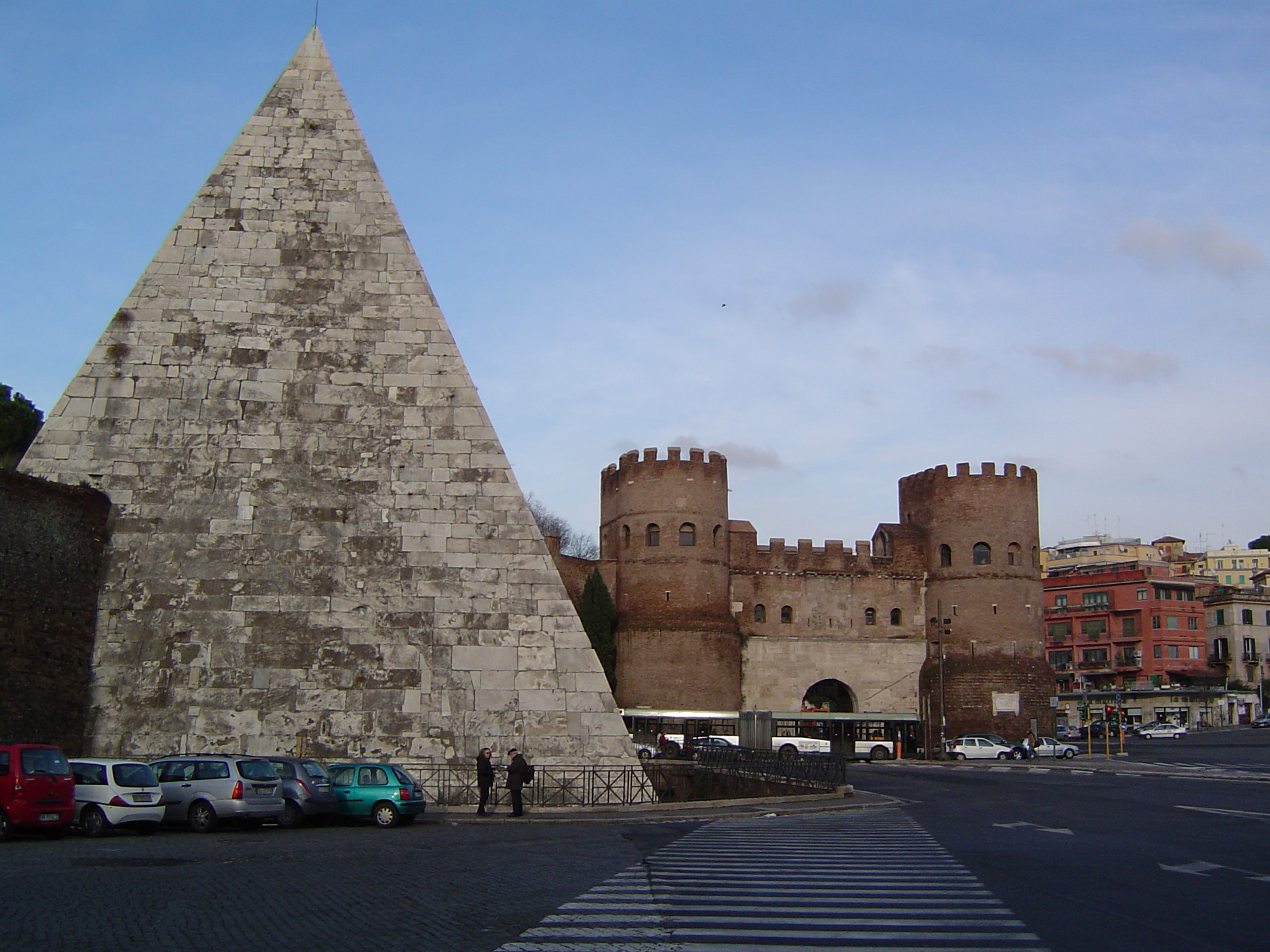
La pirámide fue incorporada a la Muralla Aureliana y está cerca de Porta San Paolo (a la derecha).

M · VALERIVS · MESSALLA · CORVINVS ·
P · RVTILIVS · LVPVS · L · IVNIVS · SILANVS ·
L · PONTIVS · MELA · D · MARIVS ·
NIGER · HEREDES · C · CESTI · ET ·
L · CESTIVS · QVAE · EX · PARTE · AD ·
EVM · FRATRIS · HEREDITAS ·
M · AGRIPPAE · MVNERE · PER ·
VENIT · EX · EA · PECVNIA · QVAM ·
PRO · SVIS · PARTIEVS · RECEPER ·
EX · VENDITIONE · ATTALICOR ·
QVAE · EIS · PER · EDICTVM ·
AEDILIS · IN · SEPVLCRVM ·
C · CESTI · EX · TESTAMENTO ·
EIVS · INFERRE · NON · LICVIT ·

Esto identifica a los herederos de Cestio, como Marco Valerio Mesala Corvino, un famoso general, y Publio Rutilio Lupo, un orador cuyo padre del mismo nombre había sido cónsul en el 90 a. C. Los herederos habían erigido las estatuas y las bases con el dinero recaudado de la venta de telas valiosas (attalici). Cestio había declarado en su testamento que las telas iban a ser depositadas en su tumba, pero esta práctica había sido prohibida por un decreto reciente aprobado por el edil.